# Quercus humboldtii
El roble colombiano o roble andino (Quercus humboldtii) es una especie de árbol de la familia Fagaceae. Está clasificada en la Sección Lobatae; del roble rojo de América del Norte, Centroamérica y el norte de América del Sur que tienen los estilos largos, las bellotas maduran en 18 meses y tienen un sabor muy amargo.  Las hojas suelen tener lóbulos con las puntas afiladas, con cerdas o con púas en el lóbulo.

## Descripción

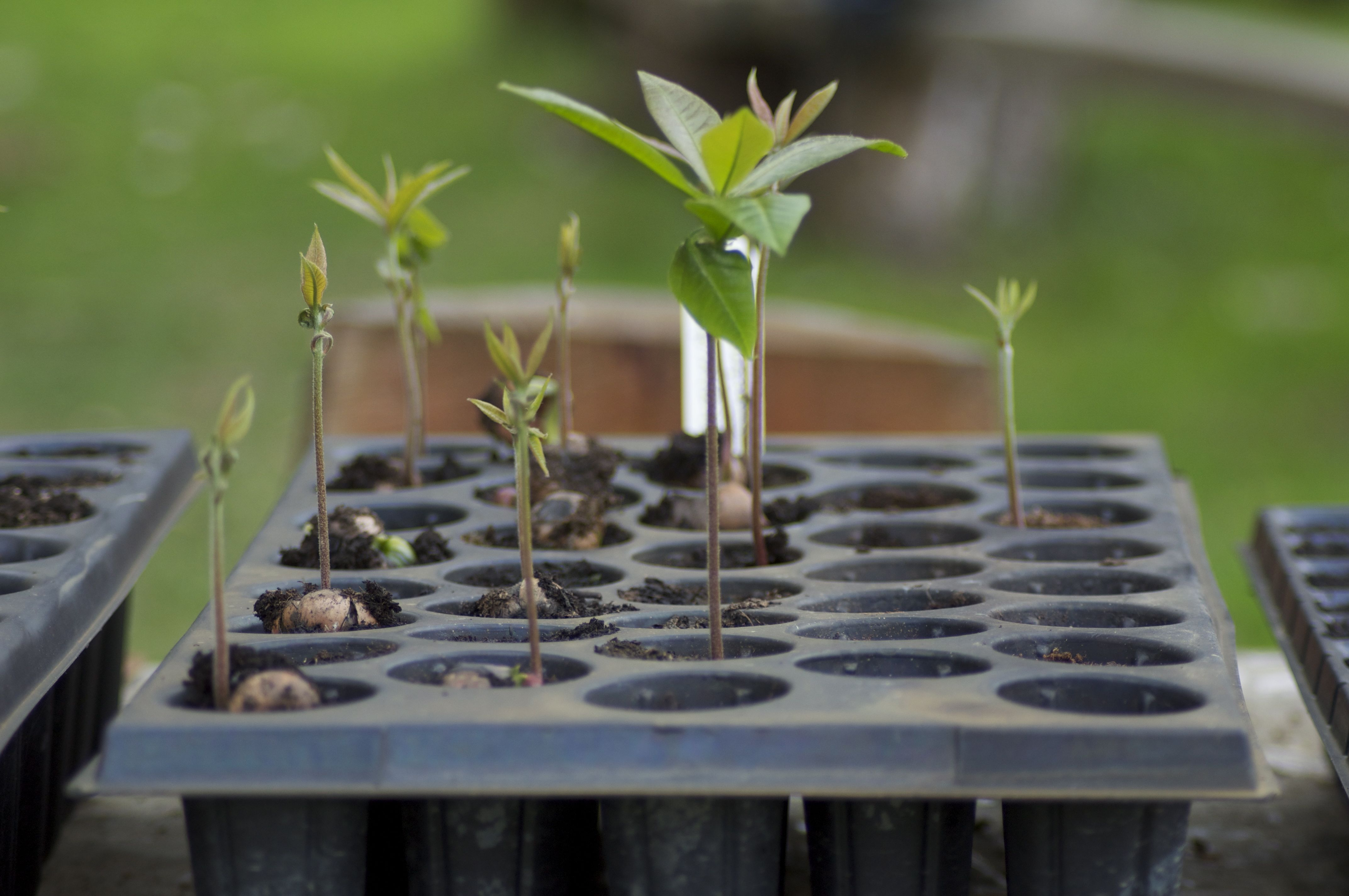
Semilleros

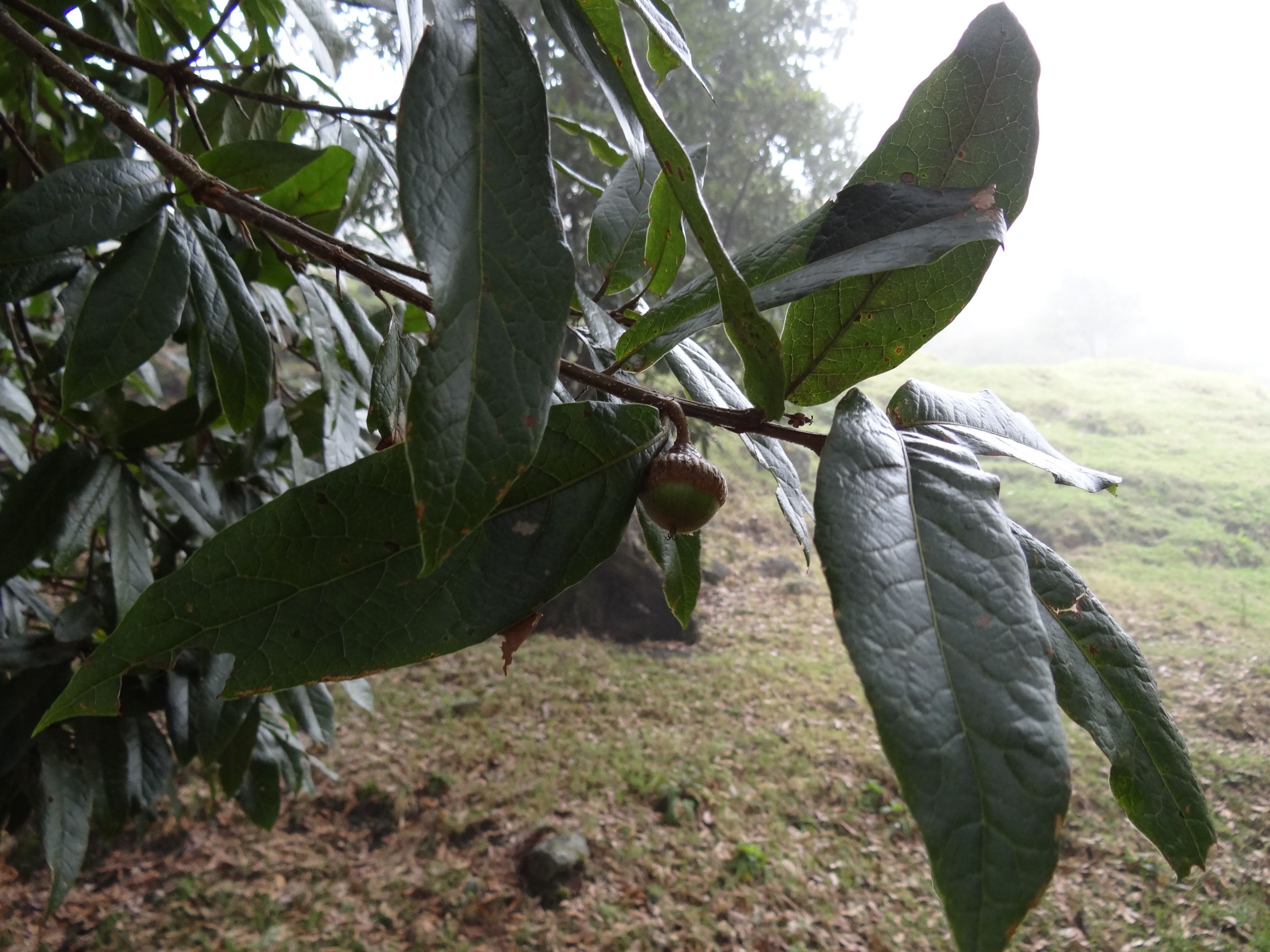
Hojas

Es un árbol perenne, que crece hasta una altura de 25 m y un diámetro de 1 m. Su corteza es gris rojiza o gris y con fisuras en escamas como cuadrículas Las hojas son simples, alternas y lanceoladas, de 10 a 20 cm de longitud y agrupadas en los extremos de las ramas. Las flores son pequeñas, amarillas y unisexuales, con inflorescencia en racimo. El fruto es de color castaño claro, una cápsula ovoide o de bellota, con pericarpio coriáceo, de 20 a 25 mm de diámetro y 50 a 70 mm de largo, sobre una cúpula escamosa. El interior de la cáscara de bellota es de velludo.

## Hábitat

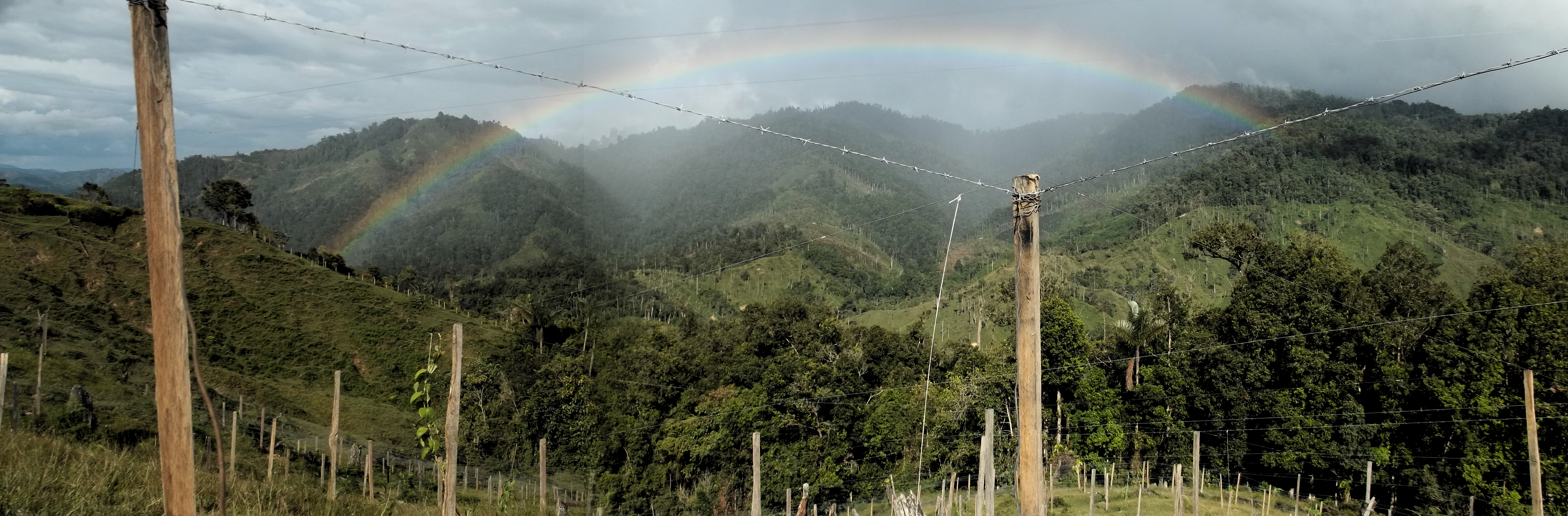
Su hábitat natural son los bosques húmedos andinos. Aquí se ve un robledal en Acevedo (Huila), Colombia.

Es endémico de las tierras altas de los Andes, al norte de Sudamérica, con un rango altitudinal entre 1.000 y 3.200 m s. n. m. Crece en el altiplano andino, donde la temperatura media anual es de 16 a 24 °C y la precipitación media anual 1500 a 2500 mm. Se puede encontrar en suelos moderadamente fértiles y profundos, así como en suelos degradados, prefiriendo suelos poco profundos, con una gruesa capa de humus.

## Ecología
Es componente de los bosques andinos en donde por su gran porte permite la ubicación de plantas epífitas, así como de líquenes. Sus flores son visitadas por abejas (Apis mellifera) y sus bellotas por el cafuche, saíno (Pecari tajacu),  venado (Odocoileus virginianus), ardilla (Sciurus granatensis), borugo, tinajo (Agouti taczanowskii), carmo, ñeque (Dasyprocta punctata), guagua loba (Dinomys branickii).
En Venezuela son consumidas por la Cotorra multicolor Hapalopsittaca amazonina theresae (Hellmayr, CE 1915);  Venado, Venado Caramerudo Odocoileus virginianus Zimmermann, 1780, (Cervidae); Ardilla Sciurus granatensis Humboldt, 1811 (Sciuridae),  Lapa. Guardatinaja, Cuniculus taczanowskii Stolzmann, 1865 Cuniculidae) [Syn: Agouti taczanowskii]; Dasyprocta punctata Gray. 1842 (Dasyproctidae); Pacarana Dinomys branickii Peters, 1873 (Dinomyidae (Eisenberg, John F. 1989).

## Taxonomía
Quercus humboldtii fue descrita por Aimé Bonpland    y publicado en Plantae Aequinoctiales 2: 155, pl. 130. 1809.

Etimología
Quercus: nombre genérico del latín que designaba igualmente al roble y a la encina.
humboldtii: epíteto otorgado en honor del botánico alemán Alexander von Humboldt.
Sinonimia
- Erythrobalanus humboldtii (Bonpl.) O.Schwarz
- Erythrobalanus lindenii (A.DC.) O.Schwarz
- Erythrobalanus tolimensis (Bonpl.) O.Schwarz
- Quercus almaguerensis Bonpl.
- Quercus humboldtii Kotschy ex A.DC.
- Quercus humboldtii var. lehmanniana Hieron. ex Trel.
- Quercus lindenii A.DC.
- Quercus tolimensis Bonpl.[7][8]